# Христо Нолчев
Христо Нолчев е български благодетел, общественик и революционер, деец на Вътрешната македоно-одринска революционна организация.

## Биография
Роден е в 1873 година в костурското село Косинец, тогава в Османската империя. Става деец на ВМОРО и е сподвижник на войводата Васил Чекаларов. Зет е на Търпо Поповски. Нолчев взима участие в подготовката на Преображенското въстание. Занимава се с дарителска и благодетелска дейност.
Емигрира в България и се установява в Бургас. Става един от основателите на риболова чрез даляни в Черно море. Сред активистите е на Бургаското македонско благотворително братство. В периода 1937 - 1938 година е активно следен от полицията.